# Lepidochrysops chalcius
Lepidochrysops chalcius är en fjärilsart. Lepidochrysops chalcius ingår i släktet Lepidochrysops och familjen juvelvingar. Inga underarter finns listade i Catalogue of Life.